# Кузинка
Ку́зинка (рос. Кузинка) — присілок у складі Леб'яжівського округу Курганської області, Росія.
Населення — 70 осіб (2010, 128 у 2002).